# فانی بلانکرس-کون
فانی بلانکرس-کون (به هلندی: Fanny Blankers-Koen) ورزشکار زن رشتهٔ دو و میدانی اهل کشور هلند است. وی در بین سال‌های ‎۱۹۴۸ میلادی در مسابقات بازی‌های المپیک تابستانی در مجموع ۴ مدال طلا را کسب کرد.